# Human World Tour
Human World Tour, även känd som Just Human Tour är den tredje konsertturnén med den amerikanska sångerskan Brandy Norwood. Turnén, som marknadsförde sångerskans femte studioalbum "Human" (2008), besökte Nordamerika, Europa, Asien och Afrika.

## Om turnén
Turnén var enkel och odramatisk och visade Brandy på scen där hon framförde tre nya låtar från sin skiva men även sina mest hyllade hits så som "The Boy Is Mine", "Baby", "Almost Doesn't Count" och "What About Us?". Konserten gick av stapeln i Nordamerika där de första framträdandena var tillsammans med Jay-Z, brodern Ray J, Jadakiss och Ne-Yo i Boston. Den första soloshowen sändes av BET och kallades för "Just Human". Den andra soloshowen var på alla hjärtans dag och innebar slutet för den första etappen. Den andra etappen började den 16 april i Reno. Efter ytterligare ett framträdande i USA besökte Norwood Europa och var i bland annat Frankrike, Sverige, Danmark, England och Tyskland. Den sista showen gjordes i den amerikanska staden Okmulgee den 19 juni 2009.

## Turnéns låtförteckningar

### USA
1. What About Us?
2. Full Moon
3. Long Distance
4. Almost Doesn't Count
5. Right Here (Departed)
6. Torn Down
7. Afrodisiac
8. Top of the World
9. Best Friend
10. I Wanna Be Down
11. Baby
12. The Boy Is Mine

### Europa
1. Can You Feel Me? (Intro)
2. Afrodisiac
3. Who Is She 2 U
4. Talk About Our Love
5. What About Us?
6. Full Moon
7. Almost Doesn't Count
8. Brandy/Never Say Never Medley
  1. Top of the World
  2. Best Friend
  3. I Wanna Be Down
  4. Baby
  5. The Boy Is Mine
9. Torn Down
10. Long Distance
11. Have You Ever?
12. Right Here (Departed)

## Turné datum
| Datum            | Stad             | Land           | Plats                            |
| ---------------- | ---------------- | -------------- | -------------------------------- |
| Nordamerika      |                  |                |                                  |
| 21 juni 2008     | Los Angeles      | USA            | Convention Center                |
| 27 oktober 2008  | Boston           | USA            | TD Banknorth Garden              |
| 5 december 2008  | Nashville        | USA            | War Memorial Auditorium          |
| 8 december 2008  | New York         | USA            | Madison Square Garden            |
| 10 december 2008 | Washington, D.C. | USA            | BET studios                      |
| 12 december 2008 | New York         | USA            | Madison Square Garden            |
| 14 december 2008 | Camden           | USA            | Susquehanna Bank Center          |
| 18 december 2008 | Austin           | USA            | Vicci                            |
| 2 februari 2009  | Athens           | USA            | Templeton                        |
| 7 februari 2009  | Ohio             | USA            | Ohio University                  |
| 14 februari 2009 | Reno             | USA            | Grand Sierra Resort              |
| 16 februari 2009 | Atlanta          | USA            | Grant Park                       |
| 12 mars 2009     | San Antonio      | USA            | Six Flags                        |
| 16 april 2009    | Montevallo       | USA            | University of Montevallo         |
| 19 april 2009    | Phoenix          | USA            | Telewest Arena                   |
| Europa           |                  |                |                                  |
| 7 maj 2009       | London           | United Kingdom | indigO2                          |
| 8 maj 2009       | Paris            | Frankrike      | Bataclan                         |
| 9 maj 2009       | Amsterdam        | Nederländerna  | Paradiso                         |
| 10 maj 2009      | Bryssel          | Belgien        | Ancienne Belgique                |
| 11 maj 2009      | Clermont-Ferrand | Frankrike      | Bbox Club                        |
| 12 maj 2009      | Basel            | Schweiz        | Grand Casino Basel               |
| 13 maj 2009      | Köpenhamn        | Danmark        | Vega                             |
| 14 maj 2009      | Göteborg         | Sverige        | Restaurang Trädgårn              |
| 15 maj 2009      | Oslo             | Norge          | Rockefeller                      |
| 16 maj 2009      | Malmö            | Sverige        | Kulturbolaget                    |
| Asien            |                  |                |                                  |
| 25 maj 2009      | Tokyo            | Japan          | Billboard Live                   |
| 26 maj 2009      | Tokyo            | Japan          | Billboard Live                   |
| 27 maj 2009      | Tokyo            | Japan          | Billboard Live                   |
| 29 maj 2009      | Osaka            | Japan          | Billboard Live                   |
| May 30, 2009     | Osaka            | Japan          | Billboard Live                   |
| Nordamerika      |                  |                |                                  |
| 13 juni 2009     | Milwaukee        | USA            | Summerfest Grounds               |
| 13 juni 2009     | Milwaukee        | USA            | Henry Maier Festival Park        |
| 14 juni 2009     | San Jose         | USA            | Guadalupe River Park             |
| 19 juni 2009     | Okmulgee         | USA            | Muscogee (Creek) Nation Festival |
| Europa           |                  |                |                                  |
| 20 juni 2009     | Mons             | Belgien        | Colorz Club                      |
| 19 juni 2009     | Mons             | Belgien        | Colorz Club                      |
| Afrika           |                  |                |                                  |
| 14 november 2009 | Port Harcourt    | Nigeria        | Civic Centre                     |